# Cola rhynchophylla
Cola rhynchophylla är en malvaväxtart som beskrevs av Karl Moritz Schumann. Cola rhynchophylla ingår i släktet Cola och familjen malvaväxter. Inga underarter finns listade i Catalogue of Life.